# トカラ列島

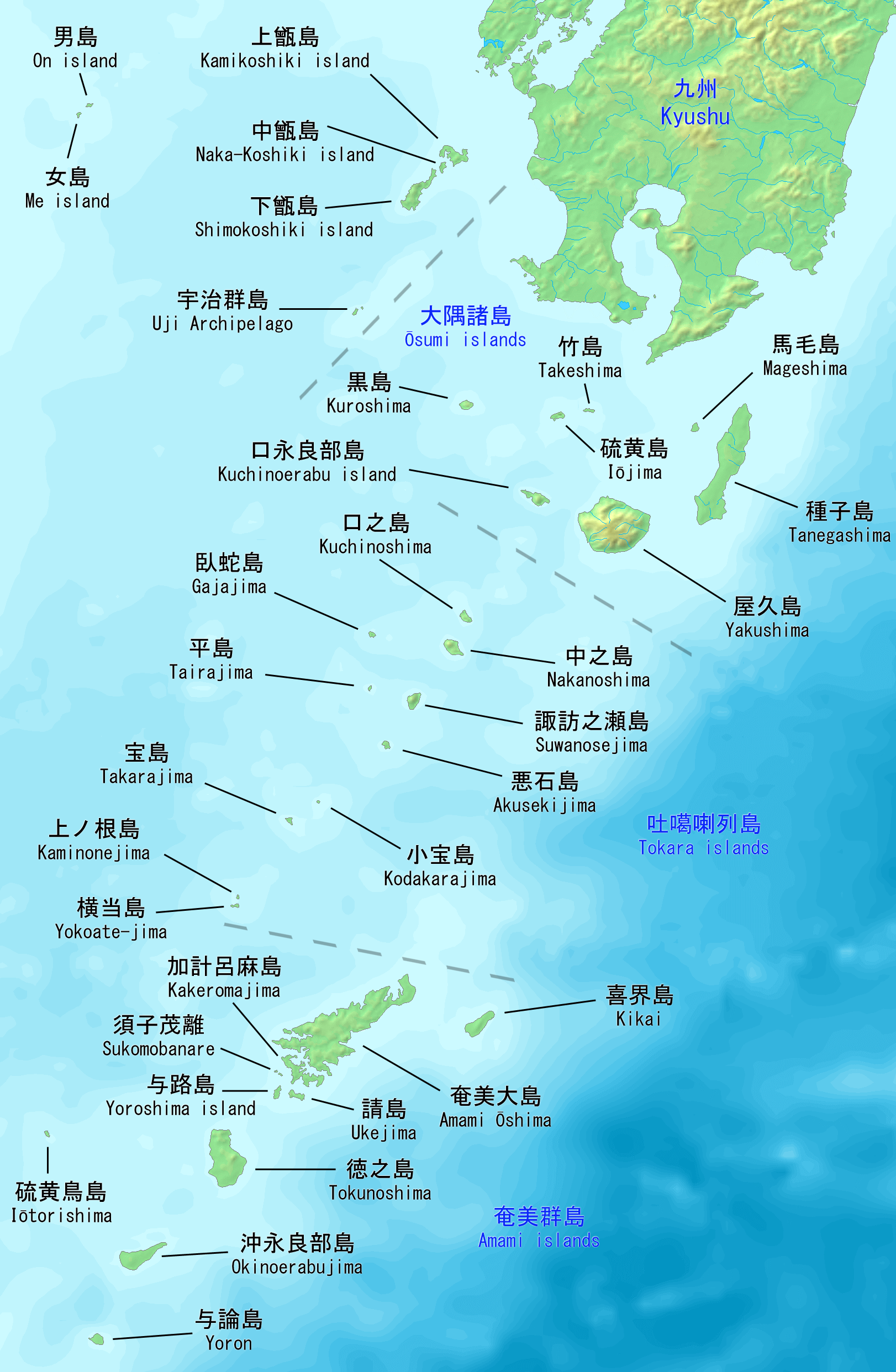
薩南諸島とトカラ列島

トカラ列島（吐噶喇列島、とかられっとう）は、南西諸島のうち、鹿児島県側の薩南諸島に属する島嶼群。行政区域は全島が鹿児島県鹿児島郡十島村である。天気予報など気象の地域区分としては、南側にある奄美群島と共に奄美地方の一部（北部）として扱われる。

## 地名・地理
地名の由来については諸説あり、沖縄奄美地方で「沖の海原」を指す「トハラ」から転訛したという説や、宝島の「タカラ」が列島全体を指すようになったという説、宝島に乳房の形をした「女神山」があることから、アイヌ語で乳房を意味する「トカㇷ゚」に由来する説などがある。トカラ人とは無関係である。
漢字による正式な表記は「吐噶喇列島」であるが、表記が難しいことや「噶」がJIS X 0208に収録されていないため、トカラ列島と表記されることが多いほか、吐喝喇列島という代用表記もみられる。過去には、七島（しちとう）、川辺七島（かわなべしちとう）、宝七島（たからしちとう）とも呼ばれた。
令制国（旧国名）ではもともと薩摩国（川辺郡）に所属していたが、1897年に大隅国（大島郡）へ転属、1973年に薩摩国（鹿児島郡）へ再転属した経緯がある。
1884年に鹿児島県勧業課に勤めていた白野夏雲によって、七島の地理沿革を記した『川辺郡七島問答』という報告書がまとめられた。
1897年4月1日の郡制施行により、上三島（黒島、硫黄島、竹島など）とトカラ列島（下七島）は川辺郡から大島郡へ転属。1908年4月1日の島嶼町村制施行により、上三島と下七島を合わせて十島村（じっとうそん）が発足した。第二次世界大戦後の1946年、下七島がアメリカ合衆国による沖縄統治を補完するため、北緯30度線以南の南西諸島は日本本土と分離されることが決定。下七島はアメリカ軍軍政下に入り、上三島は日本に残された。下七島は食料など生活物資の入手と、沖縄戦で弾薬の薬莢などが残された一方で木材が不足していた沖縄本島などと、金属が不足していた日本本土を中継する利益のため密貿易「ミッコウ」（密航）の拠点となった。
1952年2月4日には下七島が日本に返還され、2月10日に十島村（としまむら）として発足した。またそれまで十島村（じっとうそん）であった上三島は、同日付で村域を上三島、村名を三島村に変更して分立した。
1973年4月1日に十島村と三島村が大島郡から鹿児島郡へ転属となり現在に至る。
列島内には、同字異音であるが「御岳」と名付けられた山が複数存在する。中之島の御岳（おんたけ: 979m）、臥蛇島の御岳（おたけ：497m）、諏訪之瀬島の御岳（おたけ：796m）、平島の御岳（おたけ：243m）、悪石島の御岳（みたけ：584m）の5山が該当する。これら全てが各島の最高峰であり、中之島の御岳はトカラ列島最高峰でもある。
南西諸島島弧は北部、中部、南部に分けられるが、北部と中部の間（悪石島と小宝島の間）に「トカラギャップ」と呼ばれる地形的な窪みがあり、生物学的な境界にもなっているとされる。
トカラギャップ付近では横ずれ断層型の地震が起きやすいことが知られており、トカラ列島では群発地震も繰り返し起きている。2016年12月に最大震度4、2021年12月に震度5強を観測する活動があり2021年4月、2023年5月、2025年6月にも同様の群発地震が発生している。
動植物相では悪石島と小宝島の間に「渡瀬線」という分布境界線がある。マムシとハブなど九州本土と奄美群島や沖縄との動植物の境界である。この動植物相の境界線（渡瀬線）がトカラギャップと重なるという見方もある。
東シナ海から流れて来る海流は下七島付近で大きくうねるため、海の難所「七島灘」として古くから知られていた。

## 島嶼
| 画像                                                         | 名称       | 面積 (km2) | 人口 (人) （2015年） | 最高標高 (m) | 最高峰     | 座標                                                                                 |
| ------------------------------------------------------------ | ---------- | ---------- | -------------------- | ------------ | ---------- | ------------------------------------------------------------------------------------ |
|                                                              | 平瀬       |            | 無人                 |              |            | 北緯30度2分32.26秒 東経130度3分0.29秒 / 北緯30.0422944度 東経130.0500806度（灯台瀬） |
|                                                              | 口之島     | 13.33      | 159                  | 628.5        | 前岳       | 北緯29度58分15秒 東経129度55分20秒 / 北緯29.97083度 東経129.92222度                  |
|                                                              | 中之島     | 34.47      | 171                  | 979.0        | 御岳       | 北緯29度50分30秒 東経129度52分30秒 / 北緯29.84167度 東経129.87500度                  |
|                                                              | 臥蛇島     | 4.07       | 無人                 | 497.2        | 御岳       | 北緯29度54分11秒 東経129度32分30秒 / 北緯29.90306度 東経129.54167度                  |
|                                                              | 小臥蛇島   | 0.50       | 無人                 | 301,0        |            | 北緯29度52分48秒 東経129度37分15秒 / 北緯29.88000度 東経129.62083度                  |
|                                                              | 平島       | 2.08       | 71                   | 245,0        | 御岳       | 北緯29度41分15秒 東経129度31分57秒 / 北緯29.68750度 東経129.53250度                  |
|                                                              | 諏訪之瀬島 | 27.66      | 73                   | 796,0        | 御岳       | 北緯29度38分19秒 東経129度42分50秒 / 北緯29.63861度 東経129.71389度                  |
|                                                              | 悪石島     | 7.49       | 79                   | 584,0        | 御岳       | 北緯29度27分36秒 東経129度36分06秒 / 北緯29.46000度 東経129.60167度                  |
|                                                              | 小島       | 0.36       | 無人                 | 56,0         |            | 北緯29度13分40秒 東経129度20分45秒 / 北緯29.22778度 東経129.34583度                  |
|                                                              | 小宝島     | 1.00       | 55                   | 102.7        |            | 北緯29度13分26秒 東経129度19分34秒 / 北緯29.22389度 東経129.32611度                  |
|                                                              | 宝島       | 7.14       | 148                  | 291.9        | イマキラ岳 | 北緯29度08分40秒 東経129度12分29秒 / 北緯29.14444度 東経129.20806度                  |
|                                                              | 上ノ根島   | 0.54       | 無人                 | 280,0        |            | 北緯28度49分56秒 東経129度0分03秒 / 北緯28.83222度 東経129.00083度                   |
|                                                              | 横当島     | 2.76       | 無人                 | 494.8        | 東峰       | 北緯28度47分57秒 東経128度59分20秒 / 北緯28.79917度 東経128.98889度                  |
| 節内の全座標を示した地図 - OSM 節内の全座標を出力 - KML 表示 |            |            |                      |              |            |                                                                                      |
| 節内の全座標を示した地図 - OSM                               |            |            |                      |              |            |                                                                                      |
| 節内の全座標を出力 - KML                                     |            |            |                      |              |            |                                                                                      |
| 表示                                                         |            |            |                      |              |            |                                                                                      |

平瀬は十島村に属し、口之島の東北東約13kmの海上にあり、約4平方kmの海域内に複数の瀬がある。平瀬から更に東北東約40kmに屋久島がある。また、横当島から南南東約57kmに奄美大島が、東約75kmにサンドン岩がある（国土地理院地図）。

## ギャラリー

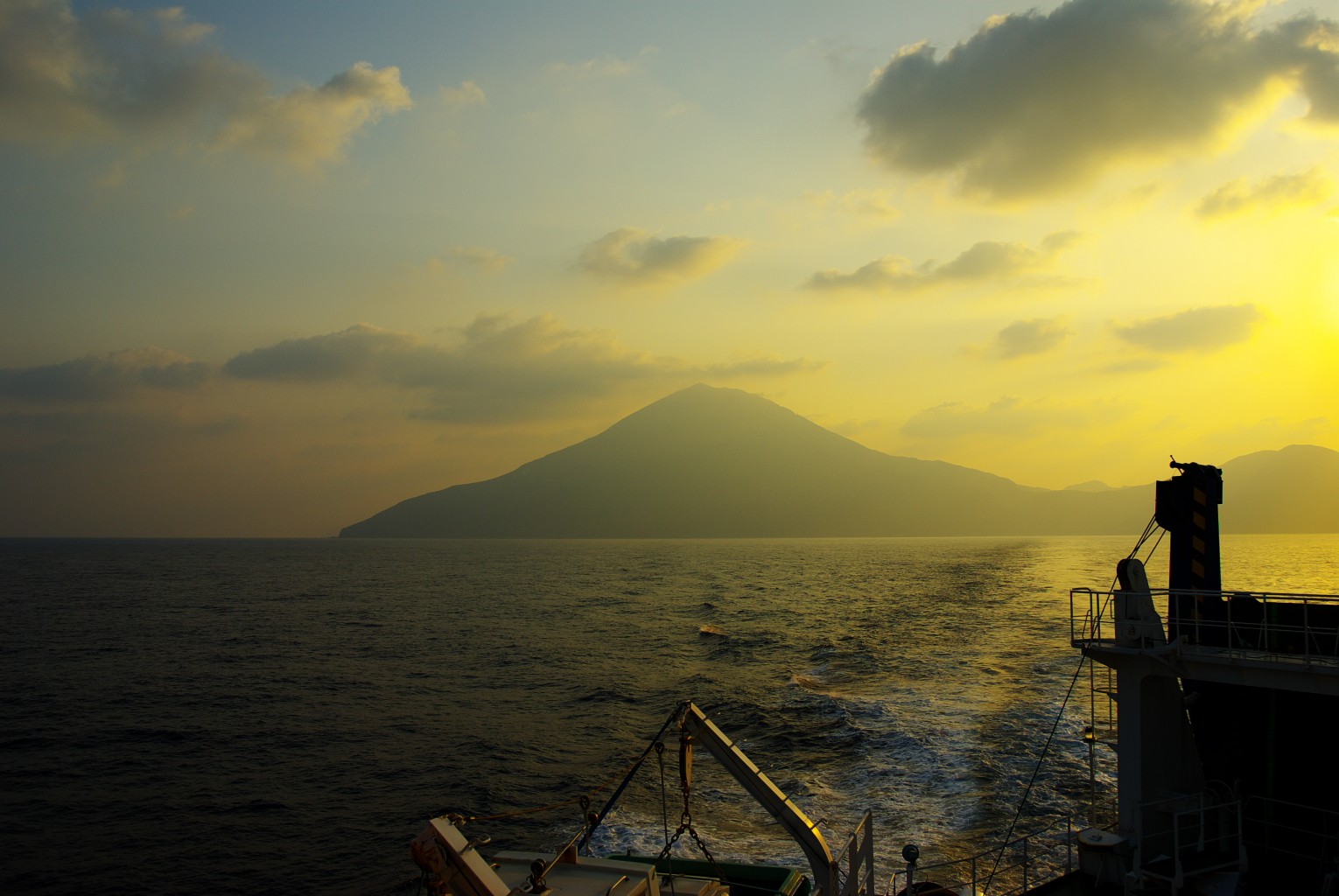
中之島の夜明け（フェリー「としま」より撮影）
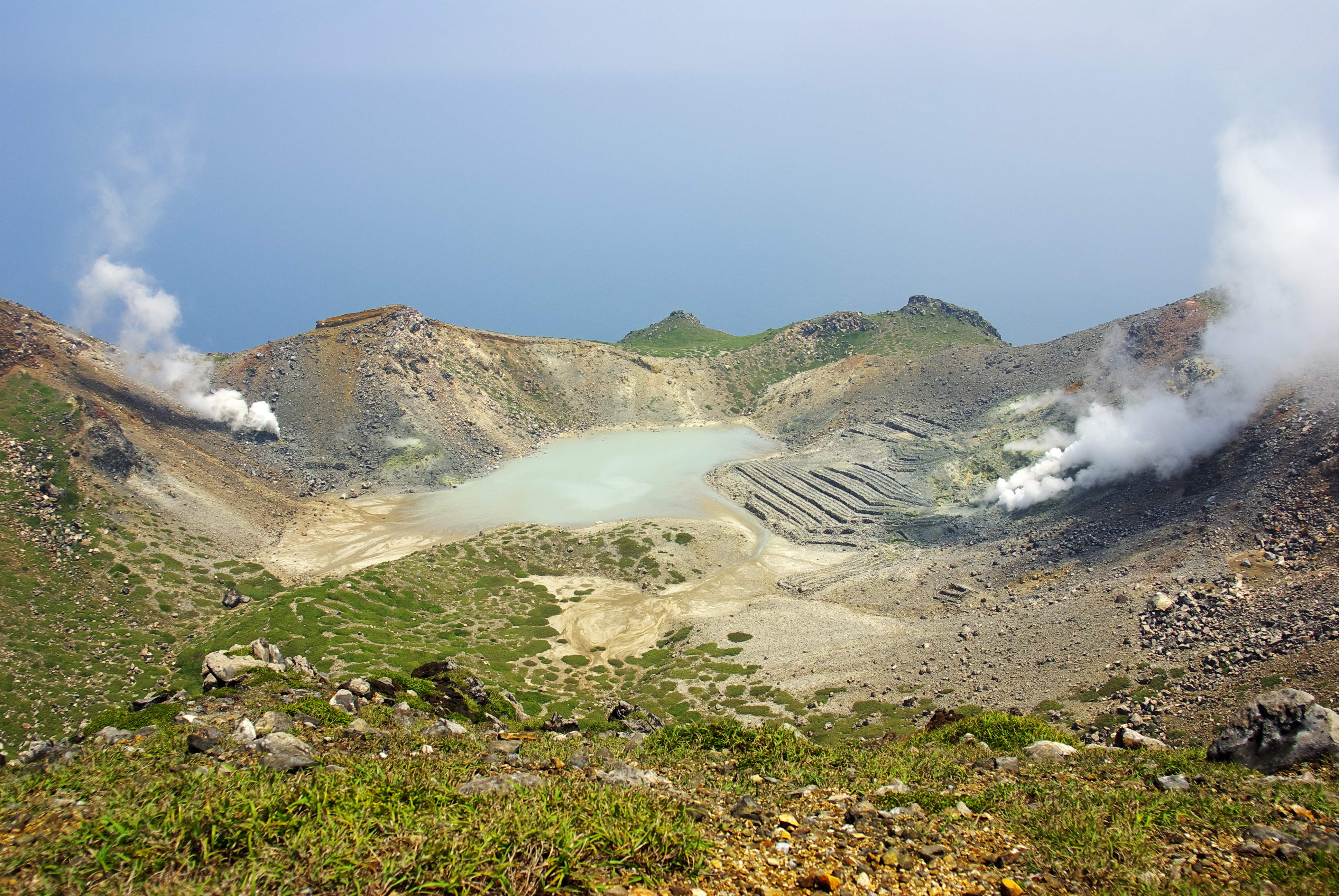
中之島の主峰御岳の火口
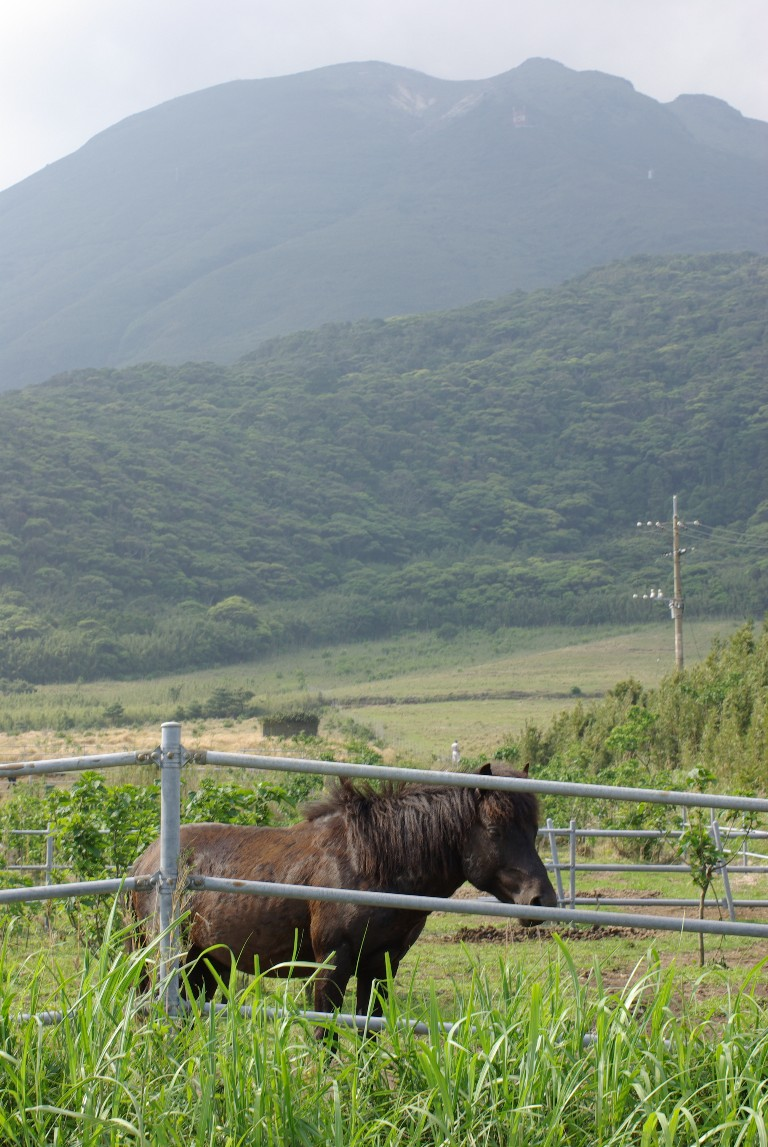
中之島の主峰御岳とトカラウマ
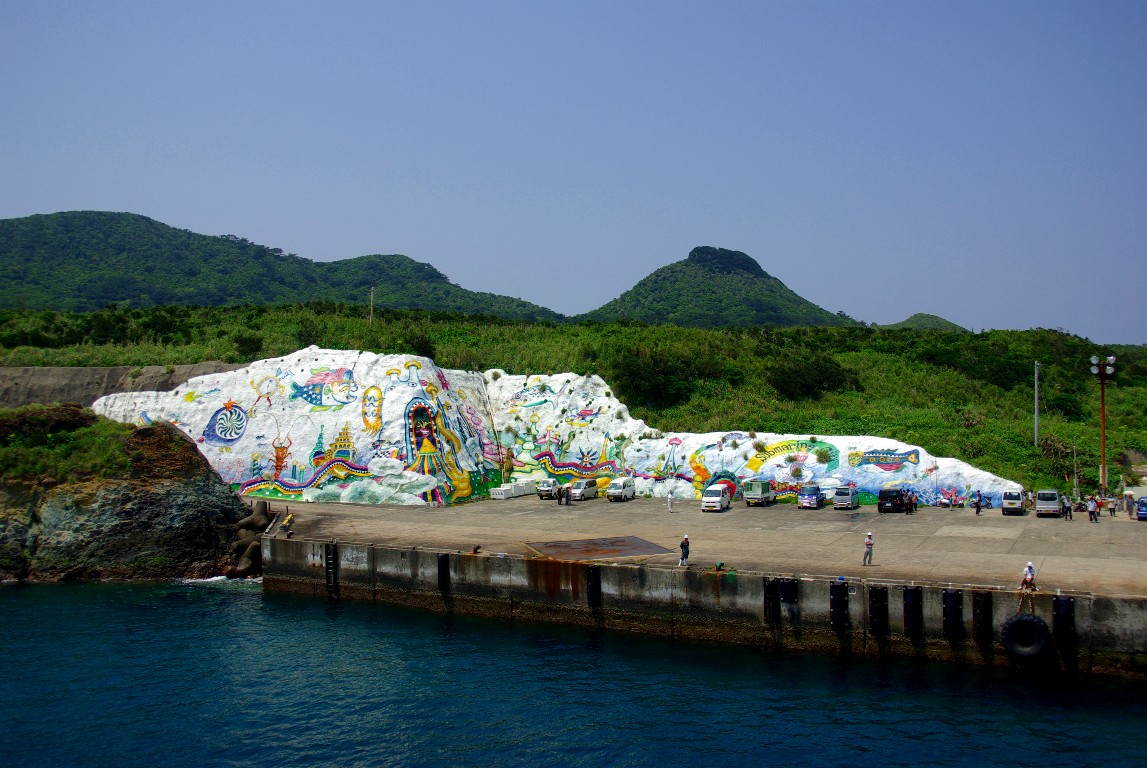
宝島港の壁画。背後に女神山を望む（2007年5月）。
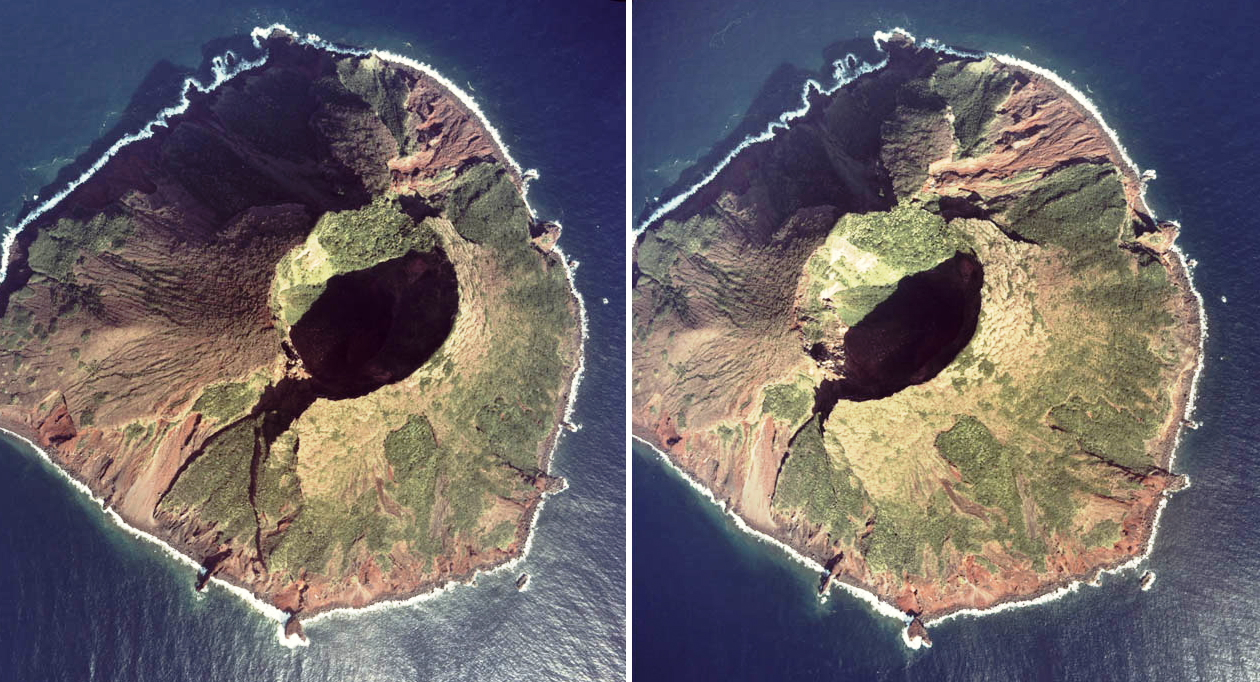
横当島の東峰のステレオ空中写真（1978年）
国土交通省 国土地理院 地図・空中写真閲覧サービスの空中写真を基に作成

## 歴史
宝島や、中之島にあるタチバナ遺跡からは縄文後期や弥生中期の土器が出土している。
『続日本紀』には、699年8月19日（文武天皇3年七月辛未）に、多褹、夜久、菴美、度感の人が物を貢いだことが記されており、これらの地名はそれぞれ種子島、屋久島、奄美大島、徳之島に当たるが、度感をトカラ列島に比定する説もある。さらに遡る『日本書紀』に吐火羅（白雉5年）、覩貨邏（斉明天皇3年）の文字が見え、中国西域のトハラ人を指すとする説の一方で、日向や筑紫、「海見嶋」に漂着との記述がある事から、これをトカラ列島に比定する説もある。
古くは朝廷から南海（南西諸島）に派遣される覓国使および遣唐使の海上目標や休憩地として認識されていた。中世の日宋貿易においても同様であった。
十島は、平安時代末期から鎌倉時代にかけて南薩摩で権勢を誇った薩摩平氏の河邊氏一族の勢力下に入ったと見られる。河邊氏の差配地として薩南島（河邊十二島）が挙げられ、河邊十二島は「口五島」と「奥七島」に分けられ、奥七島をトカラ列島に比定している。
承久の乱（1221年）後は得宗家被官の千竈氏の差配地となる。鎌倉時代の1227年（安貞元年）に薩摩国川辺郡となる。ただし、鎌倉時代に朝廷や政権の実効支配が及んでいたかどうかは不明である。
また十島の各島には平家の落人伝説もあり、平家末裔を称する島司があり、島の実権と祭祀を掌握していたと言う。もっとも、探検家笹森儀助や歴史学者森克己は、上三島の硫黄島の伝承を例に挙げ、これらの末裔と称するは仮冒であり、歴史的知見は一切ないものとみている。むしろ12 - 14世紀に掛け隆盛した熊野水軍による熊野信仰がこの地域に進出した影響をあげている。
15 - 16世紀には種子島氏の勢力も及ぶ。1450年（宝徳2年）、朝鮮の船が難破して臥蛇島に漂着、生存者の内2名は薩摩、2名は琉球王国に連行される。これをもって臥蛇島などが日琉両属体制にあったとする説がある。
中近世（16 - 18世紀）にはトカラ列島の海域を本拠に薩摩と琉球の間の交易を取り持つ海上交易勢力としての七島衆が現れる。薩摩藩による琉球侵攻では薩摩兵の水先案内人を務め、琉球にも入り死者も出ている。一方で薩摩の内情を琉球王府に伝えるなど、日和見的立場を取っていた。琉球侵攻以降、トカラ列島は薩摩藩島津氏の支配地となり、七島地頭（島津家臣）と七島郡司（七島衆）が置かれる。
文政7年（1824年）には宝島にイギリス船が来島し、牛を略奪したイギリス人1名が射殺される宝島事件が起きた。翌年の文政8年（1825年）には異国船打払令が出された。 
太平洋戦争後期の1944年（昭和19年）8月、疎開船「対馬丸」が悪石島沖で米軍に撃沈され沈没した（対馬丸事件）。
1946年（昭和21年）8月、引揚者や復員兵を乗せ密航（当時は米軍統治下）した宝永丸が定員超過のため中之島沖で沈没、50人の犠牲者を出した。

### 年表
- 明治期以前は、上三島（黒島、硫黄島、竹島など）と合わせてトカラ列島（下七島）は薩摩国川辺郡に属し十島（じっとう）と呼ばれていた。
- 1871年 - 郡区編成法により10島が川辺郡十島村となる。引き続き在番が置かれるが戸長に置き換わった[9]。
- 1885年 - 上三島は鹿児島県大島郡金久支庁種子島出張所（現・西之表市）の管轄、下七島は金久支庁（現・奄美市名瀬）の管轄となる（事実上の飛び地管轄）[17]。翌年には金久支庁が大島島庁に改称される。
- 1889年 - 大島島庁から熊毛郡、馭謨郡（ごむぐん）を分離し、種子島出張所は種子島郡役所となり両郡を管轄。
- 1896年 - 馭謨郡は熊毛郡に吸収合併。
- 1897年 - 十島（じっとう）が令制国上で、薩摩国川辺郡から大隅国大島郡へ再編される[18]。
- 1908年4月1日 - 島嶼町村制制度施行に伴って上三島を含む十島（じっとう）が十島村（じっとうそん）として発足。村役場は中之島に置かれる。
- 1926年 - 大島島庁が大島支庁に改組。
- 1946年1月29日 - 連合国総司令部の指令（SCAPIN-677）により、北緯30度以南の領域（口之島を含む）での日本の施政権が停止され、琉球列島米国軍政府統治下に置かれる。十島村（じっとうそん）は上三島だけが日本に残置され分断。役場のあった中之島も米軍政下となったため、上三島は仮の十島村（じっとうそん）役場を鹿児島市に設置した。
- 1946年10月3日 - 大島支庁が正式に日本鹿児島県から分離され、臨時北部南西諸島政庁が設立さる。政庁所在地は現在の奄美市名瀬。北緯30度以南の大島郡の領域（下七島と奄美群島）を管轄。
- 1950年8月4日 - 奄美群島政府が設立され、臨時北部南西諸島政庁の領域を引き継ぐ。ほか、各群島政府（沖縄、宮古、八重山）も設立。それぞれ民選の知事と議員が選ばれる。
- 1950年12月15日 - 琉球列島米国軍政府が琉球列島米国民政府（USCAR）に改組され、米国による民政に移管。
- 1951年4月1日 - 4群島全てを統括するUSCARの琉球臨時中央政府が設立、各群島政府の権限は大幅に縮小される。なお、各群島政府は、1952年4月1日の廃止となったため、形式的には2種類の政府が存在したことになる。
- 1952年2月10日 - 下七島が日本に返還され、本土復帰となる。既に上三島の行政機構は完成されていたため、上三島は十島村（じっとうそん）→三島村に改称、下七島は十島村（としまむら）として分立し、復帰当日から別々に発足した。
- 1953年12月25日 - 奄美群島も本土復帰し、鹿児島県の出先機関としての大島支庁が再設立され大島郡三島村（上三島）と十島村（下七島）も大島支庁の管轄下に入る。
- 1956年4月1日 - 村役場が中之島から鹿児島市へ移転。
- 1970年7月28日 - 臥蛇島民全員が移住し、無人島になる。
- 1973年4月1日 - 大島郡三島村（上三島）と十島村（下七島）が、鹿児島郡（旧薩摩国）所属へ変更される。同時に大島支庁の管轄下から離れ、両村が鹿児島県本庁管轄となる。

## 自然
- トカラ列島は全域が鹿児島県立の自然公園に指定されており、各島内に自生する植物等は島外に持ち出せない。昆虫類の捕獲も禁止されている[19]。
- 小型の家畜ヤギであるトカラヤギが飼育されており、中之島では野生のトカラヤギもみられる[2]。
- 畳表の原材料であるシチトウの由来の地。シチトウという名称は、小宝島を宝島に入れて数えるとトカラ列島が7つの島から成ることに由来する。シチトウの苗は江戸時代にトカラ列島から豊後国日出藩（現在の大分県日出町）へ持ち込まれ、後に全国の家庭の畳表に使われるようになった。柔道創設時代に講道館の畳にも使われて柔道畳としても発展し、1964年東京オリンピックの柔道会場にも使用された。

## 文化
2018年11月に悪石島にのみ伝わる「仮面神ボゼ」が、ユネスコの世界無形文化遺産「来訪神：仮面・仮装の神々」の構成資産の一つとして登録された。
トカラ馬は小型（体高100-120cm）の日本在来馬種で、明治30年頃に喜界島から宝島に導入され、かつては農耕馬として運搬や畑作業を手伝っていた。1953年には鹿児島県の天然記念物に指定されている。中之島には、観光向けのトカラ馬牧場がある。

## マスメディア
鹿児島県鹿児島郡十島村中之島字南平の御岳にテレビ放送の中之島中継局がある。
地域の新聞社として南海日日新聞と奄美新聞がある。

## 天体観測
- 中之島には九州最大級の60センチ反射望遠鏡を持つ天文台がある[2]。
- 2009年7月22日に皆既日食観測の可能性があった（観測できる範囲は、屋久島から奄美大島北部）。特に悪石島は、島のすぐ北側の海上を皆既帯の中心線が通っていることから、世界各地から観測者が訪れたが、結局、当日の暴風雨のため観測できなかった。
- 2012年5月21日も金環日食観測の可能性があったが、この時も曇天であまりよくは観測できなかった。

## 列島へのアクセス
- フェリーとしま2 - 十島村営
  - 鹿児島港（南埠頭） - 口之島 - 中之島 - 平島 - 諏訪之瀬島 - 悪石島 - 小宝島 - 宝島 - 名瀬港佐大熊岸壁（奄美大島）

通常は週に2便就航するが、多客期には週に3便就航することがある。かつて宝島 - 名瀬港には2便に1便のみ運航していたが、2013年7月1日の便から全便が宝島 - 名瀬港に運航するようになった。